# Діогу де Соза
Діо́гу де Со́за (порт. Diogo de Sousa, лат. Didacus de Sousa; 1461 — 19 липня 1532) — португальський католицький священик, освітянин, гуманіст, меценат. Єпископ Портуський (1496—1505), архієпископ Бразький (1505—1532). 

## Біографія
Представник шляхетного дому Соза. Народився в Фігейро-душ-Вінюш, Португалія. Випускник університетів Саламанки і Парижа. Доктор канонічного права. Архіпресвітер португальського короля Жуана II. Головний духівник королеви Марії, дружини португальського короля Мануела I. Учасник португальських посольств до Риму, до пап Олександра VI і Юлія II. Після призначення архієпископом розбудував місто Брагу та його околиці. Провів реконструкцію Бразького собору, перебудував фасад, спорудив гробниці засновників Португалії — графа Генріха Бургундського та графині Терези Леонської. Сприяв розвитку освіти, видавничої справи, мистецтв та наук. Заснував Бразьку колегію святого Павла для навчання представників усіх станів королівства. Помер у Бразі, Португалія. Похований у Бразькому соборі, в каплиці Діви Марії Милосердної. Також – Діє́го, Діо́го, Діогу I.